# Lloyd Johnson
Lloyd Johnson – amerykański bobsleista, złoty medalista mistrzostw świata.

## Kariera
Największy sukces w karierze Lloyd Johnson osiągnął w 1953 roku, kiedy wspólnie z Pietem Biesiadeckim, Hubertem Millerem i Josephem Smithem zwyciężył w czwórkach podczas mistrzostw świata w Garmisch-Partenkirchen. Był to jednak jego jedyny medal wywalczony na międzynarodowej imprezie tej rangi. Nigdy nie wystąpił na igrzyskach olimpijskich.